# Гао Лэй
Гао Лэй (кит. упр. 高磊, пиньинь Gāo Lěi, род. 3 января 1992) — китайский прыгун на батуте, многократный чемпион мира, призёр Олимпиады-2016.

## Карьера
С 2011 года тренируется на базе сборной Китая.
Начиная с 2013 года регулярно становится призёром и победителем чемпионатов мира.
На Олимпиаде-2016 стал третьим в индивидуальных состязаниях.